# Братешки
Брате́шки — село в Україні, у Решетилівській міській громаді Полтавського району Полтавської області. Населення становить 321 особу. До 2020 орган місцевого самоврядування — Лиманська Друга сільська рада.

## Географія
Село Братешки знаходиться за 2,5 км від правого берега річки Говтва, на відстані 0,5 км від села Дем'янці та за 1 км від села Лиман Другий. Селом протікає пересихаючий струмок з загатою. Через село проходить залізниця, станція Братешки.

## Історія
За даними на 1859 рік на Братешківських козацьких хуторах Полтавського повіту Полтавської губернії, мешкало 1205 осіб (590 чоловічої статі та 615 — жіночої), налічувалось 123 дворових господарства, існувала сільська управа.
Станом на 1900 рік село було центром Братешківської волості.
У 1932—1933 роках село було постраждало від Голодомору.
12 червня 2020 року, відповідно до розпорядження Кабінету Міністрів України № 721-р «Про визначення адміністративних центрів та затвердження територій територіальних громад Полтавської області», село увійшло до складу Решетилівської міської громади.
19 липня 2020 року, в результаті адміністративно - територіальної реформи та ліквідації Решетилівського району, село увійшло до складу новоутвореного Полтавського району Полтавської області.

## Також
- Перелік населених пунктів, що постраждали від Голодомору 1932—1933 (Полтавська область)